# Jandiāla Guru
Jandiāla Guru är en ort i Indien.   Den ligger i distriktet Amritsar och delstaten Punjab, i den norra delen av landet, 400 km nordväst om huvudstaden New Delhi. Jandiāla Guru ligger 238 meter över havet och antalet invånare är 8 155.
Terrängen runt Jandiāla Guru är mycket platt. Runt Jandiāla Guru är det mycket tätbefolkat, med 2 028 invånare per kvadratkilometer. Närmaste större samhälle är Amritsar, 15,9 km väster om Jandiāla Guru. Trakten runt Jandiāla Guru består till största delen av jordbruksmark.